# 滑脱面
滑脱面（英語：Decollement）是指兩個岩體之間的滑動面，也稱為底部分離斷層（英語：basal detachment fault）。滑脱面上方的岩石是異地體，下方的岩石是原地的體。滑脱面是一種變形構造，特點是滑脱面上和下各具有獨立的岩石變形方式。可由壓縮或伸展構造造成。
一般滑脱是在會聚的板塊邊界處由推動力造成。具階梯式逆衝斷層。不同岩性的岩體具有不同的構造變形特徵。它們可以在滑脱面上方是脆性變形方，在滑脱面下方是延展性變形。滑脱面可能在深度高達10公里處形成